# Голубєв Микола Олегович
Мико́ла Оле́гович Го́лубєв (нар. 17 грудня 1998 — 1 січня 2019) — старший солдат Збройних сил України, учасник російсько-української війни.

## Життєпис
Народився 1998 року в селі Вочківці (Волочиський район, Хмельницька область). Закінчив 9 класів ЗОШ № 5 міста Волочиськ, 2017-го — Волочиський промислово-аграрний ліцей — за фахом зварника і муляра.
26 червня 2017 року вступив на військову службу за контрактом; після підготовки на полігоні у Старичах 7 вересня вирушив на фронт. Старший солдат, навідник кулеметного відділення взводу вогневої підтримки 1-ї роти 108-го батальйону 10-ї бригади.
1 січня 2019-го загинув в обідню пору поблизу смт Новотошківське (в районі Бахмутської траси) внаслідок обстрілу з БМП-1 із боку окупованого смт Донецький — проникаюче осколкове поранення грудної клітки.
4 січня 2019 року Миколу у Волочиську провели в останню путь, похований в селі Вочківці.
Без Миколи лишились батьки і молодший брат.

## Нагороди та вшанування
- Указом Президента України № 149/2019 від 18 квітня 2019 року «за особисту мужність і самовіддані дії, виявлені у захисті державного суверенітету та територіальної цілісності України, зразкового виконання військового обов'язку» — нагороджений орденом «За мужність» III ступеня (посмертно)[3].
- Вшановується в меморіальному комплексі «Зала пам'яті», в щоденному ранковому церемоніалі 1 січня[4][5].